# فرناندو بيريز نورييغا
فرناندو بيريز نورييغا هو سياسي مكسيكي، ولد في 12 أغسطس 1956 في مدينة مكسيكو في المكسيك. نشط حزبياً في حزب العمل الوطني. وقد انتخب عضو مجلس النواب المكسيك ‏.